# Urawa Red Diamonds 2007
Questa voce raccoglie le informazioni riguardanti gli Urawa Red Diamonds nelle competizioni ufficiali della stagione 2007.

## Maglie e sponsor
Viene semplificato il motivo della divisa, ora interamente rossa senza rifiniture nere. Viene confermato il fornitore tecnico Nike, mentre Savas funge da sponsor ufficiale.
| Manica sinistra · Manica sinistra · Maglietta · Maglietta · Manica destra · Manica destra · Pantaloncini · Calzettoni | Manica sinistra · Manica sinistra · Maglietta · Maglietta · Manica destra · Manica destra · Pantaloncini · Calzettoni |

## Rosa
| N. |                     | Ruolo | Calciatore            |
| -- | ------------------- | ----- | --------------------- |
| 1  | Giappone (bandiera) | P     | Norihiro Yamagishi    |
| 2  | Giappone (bandiera) | D     | Keisuke Tsuboi        |
| 3  | Giappone (bandiera) | C     | Hajime Hosogai        |
| 4  | Giappone (bandiera) | D     | Marcus Tulio Tanaka   |
| 5  | Brasile (bandiera)  | D     | Nenê                  |
| 6  | Giappone (bandiera) | C     | Nobuhisa Yamada       |
| 7  | Giappone (bandiera) | C     | Tomoyuki Sakai        |
| 8  | Giappone (bandiera) | C     | Shinji Ono            |
| 9  | Giappone (bandiera) | A     | Yūichirō Nagai        |
| 10 | Brasile (bandiera)  | C     | Robson Ponte          |
| 11 | Giappone (bandiera) | A     | Tatsuya Tanaka        |
| 12 | Giappone (bandiera) | D     | Shunsuke Tsutsumi     |
| 13 | Giappone (bandiera) | C     | Keita Suzuki          |
| 14 | Giappone (bandiera) | C     | Tadaaki Hirakawa      |
| 15 | Giappone (bandiera) | A     | Sergio Ariel Escudero |

| N. |                     | Ruolo | Calciatore         |
| -- | ------------------- | ----- | ------------------ |
| 16 | Giappone (bandiera) | C     | Takahito Sōma      |
| 17 | Giappone (bandiera) | C     | Makoto Hasebe      |
| 18 | Giappone (bandiera) | A     | Junki Koike        |
| 19 | Giappone (bandiera) | C     | Hideki Uchidate    |
| 20 | Giappone (bandiera) | C     | Satoshi Horinouchi |
| 21 | Brasile (bandiera)  | A     | Washington         |
| 22 | Giappone (bandiera) | C     | Yūki Abe           |
| 23 | Giappone (bandiera) | P     | Ryōta Tsuzuki      |
| 24 | Giappone (bandiera) | D     | Kazuya Sakamoto    |
| 25 | Giappone (bandiera) | C     | Takafumi Akahoshi  |
| 26 | Giappone (bandiera) | C     | Yuya Nakamura      |
| 27 | Giappone (bandiera) | C     | Yoshiya Nishizawa  |
| 28 | Giappone (bandiera) | P     | Nobuhiro Kato      |
| 29 | Giappone (bandiera) | P     | Koki Otani         |
| 30 | Giappone (bandiera) | A     | Masayuki Okano     |

## Statistiche

### Statistiche di squadra
| Competizione                  | Punti | Totale | Totale | Totale | Totale | Totale | Totale | DR  |
| Competizione                  | Punti | G      | V      | N      | P      | Gf     | Gs     | DR  |
| ----------------------------- | ----- | ------ | ------ | ------ | ------ | ------ | ------ | --- |
| J. League Division 1          | 72    | 34     | 20     | 10     | 4      | 55     | 28     | +27 |
| Coppa Yamazaki Nabisco        | -     | 2      | 0      | 1      | 1      | 3      | 6      | -3  |
| Coppa dell'Imperatore         | -     | 1      | 0      | 0      | 1      | 0      | 2      | -2  |
| AFC Champions League          | -     | 11     | 7      | 4      | 0      | 20     | 11     | +9  |
| Campionato del mondo per club | -     | 3      | 2      | 0      | 1      | 5      | 4      | +1  |
| Totale                        |       | 51     | 29     | 15     | 7      | 83     | 49     | +34 |